# Дорн, Виллиан Фелипе
Виллиан Фелипе Дорн (порт.-браз. Willian Felipe Dorn), также известный как Виллиан (порт.-браз. Willian; 17 декабря 1994, Жарагуа́-ду-Сул, Санта-Катарина) — бразильский игрок в мини-футбол, вратарь. Выступает за клуб «Норильский никель» и сборную Бразилии.

## Биография
Родился в городе Жарагуа́-ду-Сул, там же начал заниматься мини-футболом под впечатлением от игры дяди, который приводил его на тренировки, однако вместо полевого игрока он стал вратарём.

Вратарём я стал случайно. Я был полевым игроком, а расклад таков: когда нет вратаря, «худший» идёт на ворота. Там я начал играть, как мне казалось, временно, но постепенно мне начало нравиться, и я видел, что у меня неплохо получается.
Оригинальный текст (бр. порт.)O gol surgiu por acaso: eu jogava na linha e é aquela história: quando falta o goleiro o «pior» vai para o gol. Aí eu comecei a ir para quebrar o galho e de repente comecei a gostar e ver que dava certo.

В 2010 году, в 15 лет, подписал контракт с молодёжной командой «Жарагуа» из родного города. Через год в составе «жёлтого локомотива» участвовал во взрослых соревнованиях.
В 2013 году перешёл в клуб «Крона» из соседнего Жоинвили. Виллиан провёл за команду 11 сезонов и стал одной из легенд («идолов», порт.-браз. ídolo) клуба, став чемпионом Бразилии и обладателем двух Кубков (Чаш) и Суперкубка страны. По результатам тренерского и народного голосования был признан лучшим вратарём Национальной лиги футзала 2020 года.
В зимнее трансферное окно сезона 2023/24 перешёл в «Норильский никель», однако из-за травм не вошел в число обладателей Кубка России 2023/24 и полноценно заиграл лишь в сезоне 2024/25. В первом официальном матче за «Никель» получил прямую красную карточку. В одном из выездных матчей против «Ухты» отразил все три послематчевых пенальти; во второй встрече тура также выиграл серию пенальти.
В 2014 году был вызван в юношескую сборную Бразилии до 20 лет для участия в Южноамериканской лиге, проходившей в городе Аракажу, столице штата Сержипи. Турнир в данной категории завершился победой бразильцев, обыгравших в финале сверстников из Колумбии в серии пенальти — 1:1 (2:0 пен.). Виллиан (заявленный как Фелипе Виллиам) стал одним из героев финальной встречи, отразив решающий 6-метровый удар.
Участвовал в Гран-при 2018 года в составе сборной Бразилии, которая стала победителем турнира.
В 2021 году был вызван в сборную на чемпионат мира в Литве, где команда завоевала бронзовые медали первенства.
Играл в составе сборной в товарищеском турнире «Кубок наций» 2023 года (порт.-браз. Copa das Nações de Futsal 2023), проходившем в городе Сорокаба, штат Сан-Паулу. Среди шести команд Бразилия стала лучшей, обыграв в финале сборную Ирана 4:2.
На первенстве мира 2024 в Узбекистане был основным вратарём команды, выйдя во всех матчах в стартовом составе. В итоге «селесао» стала шестикратным чемпионом мира, а Виллиан получил награду лучшего вратаря турнира («золотую перчатку»).
В 2025 году играл на товарищеском турнире «Межконтинентальный кубок среди сборных» (порт.-браз. Copa Intercontinental de Seleções de Futsal 2025) в городе Сан-Жозе-дус-Пиньяйс, пригороде столицы штата Парана Куритибы. Виллиан стал лучшим вратарём победного для Бразилии турнира.
Призан порталом Futsal Planet лучшим вратарём мира по итогам 2023 года. Также номинировался на данное звание в 2017, 2020, 2021 и 2024 годах, а также в 2014 году на звание лучшего молодого игрока мира.

## Семья
Имеет немецкие корни.
Двоюродные братья Виллиана — Лео Жарагуа и Даниэл Роза — также игроки в мини-футбол, причём Лео натурализован в сборной Казахстана. На чемпионате мира 2024 года впервые в истории мировых первенств два родственника играли в двух разных сборных. Лео не играл на чемпионате мира 2021 года из-за разрыва крестообразных связок; в противном случае Лео и Виллиан встретились бы в матче за 3 место.

## Достижения
Клубные
- Чемпион Бразилии: 2017
- Обладатель Кубка (Чаши) Бразилии (2): 2017, 2022
- Обладатель Суперкубка Бразилии: 2023
- Чемпион штата Санта-Катарина (3): 2017, 2020, 2023
- Обладатель Суперкубка (Рекопы) штата Санта-Катарина (2): 2021, 2023

В сборных
- Чемпион мира: 2024
- Чемпион Гран-при: 2018
- Кубок наций: 2023
- Чемпион Южноамериканской лиги U-20: 2014

Личные
- Лучший вратарь мира по версии Futsal Planet: 2023
- Лучший вратарь чемпионата мира («золотая перчатка»): 2024
- Лучший вратарь чемпионата Бразилии: 2020